# Columba de Rieti
Columba de Rieti, (en italià: [ˈrjeːti]; 2 de febrer de 1467 - 20 de maig de 1501) va ser una monja religiosa italiana del Tercer Orde de Sant Domènec que va ser considerada mística. Era coneguda pel seu consell espiritual, la devoció al Santíssim Sagrament i se li atribuïen fantàstics miracles. L'Església catòlica la va beatificar el 1625.

## Biografia

### Primers anys
Columba va néixer anomenada Angelella Guardagnoli, la filla d'una família pobra de la ciutat umbra de Rieti. La llegenda diu que quan va néixer, uns àngels es van reunir al voltant de casa seva cantant i que durant el seu bateig un colom va volar fins a la font. A partir de llavors, ningú no es va referir a ella com a Angelella, sinó com a Columba (colom). Quan era una nena, Columba va aprendre a filar i cosir reparant la roba dels frares dominics locals. Va ser educada per monges dominiques. Quan era adolescent, va pregar per discernir la seva vocació a la vida i va rebre una visió de Crist sobre un tron envoltada de sants. Va prendre això com a signe de dedicar-se a Déu i, per tant, va fer un vot privat de castedat i va passar el seu temps en oració. Quan es va revelar que els seus pares havien concertat un matrimoni per a ella, ella es va tallar els cabells i els va enviar al seu pretendent per fer-li saber on radicava el seu interès real.

### Trastorn alimentari
Columba patia un trastorn alimentari, una forma d'auto-fam motivada per la religió anomenada anorèxia mirabilis. L'anorèxia mirabilis era ben coneguda a l'època de Columba, quan no es veia com una emergència mèdica o malaltia mental com seria avui, sinó que es venerava com a símbol de la pròpia pietat. En última instància, la malaltia li va causar la mort el 1501, a l'edat de 34 anys. A més, se sabia que Columba participava en actes dissenyats per causar-li dolor físic, com ara el fet de portar una camisa de cabells i dormir amb espines. És possible que hagi estat influïda per Caterina de Siena, una santa dominicana italiana anterior, que patia també anorèxia mirabilis; es va negar a menjar fins a morir de fam i va morir als 33 anys. A més, igual que Caterina, Columba es va tallar els cabells per evitar el matrimoni.

### Trajectòria religiosa
Columba es va convertir en terciària dominicana als 19 anys. Se suposava que es va lliurar a èxtasi, durant un dels quals el seu esperit va recórrer Terra Santa. Va ser molt buscada com a consellera espiritual. Es diu que els ciutadans de la ciutat de Narni van intentar segrestar-la perquè fos la seva treballadora de miracles, però va escapar. Els mateixos habitants de la ciutat lluitaren més tard per conservar la seva pròpia ciutadana i mística, Llúcia de Narni.
Quan un interior li va demanar que deixés Rieti, Columba es va allunyar, sense tenir cap concepte d'on anava. Durant el camí va ser arrestada a Foligno com a rodamón. El bisbe allà li va ordenar anar a Perusa i fundar un convent de Tercer Ordre, cosa que va fer, però només contra les fortes objeccions dels ciutadans de Foligno i Rieti que la volien per als seus propis pobles. Va treballar molt amb els pobres a Perusa, fins al punt que la seva santedat va informar que va indignar Lucrezia Borgia durant anys. En un moment donat, Borgia fins i tot havia presentat una queixa acusant Columba de practicar màgia. D'altra banda, el papa Alexandre VI, el pare de Lucrècia, tenia molt en compte a Columba. La va consultar i va rebre una severa amonestació perquè es penedís d'ella.
Columba va passar onze anys com a priora a Perusa, morint el 2 de maig de 1501, a l'edat de 34 anys. La llegenda diu que en el moment de la seva mort, la seva amiga i companya terciària dominicana, Osanna de Màntua, va veure l'ànima de Columba com un "resplendor que pujava al cel". Tota la ciutat es va presentar al seu funeral, que va ser pagat pels pares de la ciutat.
Va ser beatificada el 25 de febrer de 1625 pel papa Urbà VIII, i la seva festa se celebra dins l'Orde Dominicana en l'aniversari de la seva mort.